# 榆林卫城
榆林卫城位于中国陕西省榆林市，已列为全国重点文物保护单位。

## 保护
1992年4月20日，榆林城墙公布为第三批陕西省文物保护单位，编号3-1-51。
2006年5月25日，榆林卫城公布为第六批全国重点文物保护单位